# Sippar
Sippar (sans doute plutôt prononcé Sippir dans l'Antiquité, écrit Zimbir en idéogramme sumérien) est une ville de la Mésopotamie antique, située au nord-ouest de Babylone, sur le site actuel d'Abu Habbah. Il s'agit d'une des villes les plus importantes de la Babylonie des IIe millénaire av. J.-C. et Ier millénaire av. J.-C., où se trouvait l'un des principaux sanctuaires de Shamash, le Dieu du Soleil. Ce site a livré des dizaines de milliers de tablettes cunéiformes, ce qui en fait un des sites antiques les mieux documentés par l'épigraphie.
Une autre ville portait le nom de Sippar, située à sept kilomètres à peine de la première (ce qui en fait plutôt une sorte de faubourg), sur l'actuel site de Tell ed-Der. Pour les distinguer les textes antiques appellent souvent la première « Sippar de Shamash » et la seconde « Sippar d'Annunitum », suivant leurs divinités tutélaires.

## Historique
La ville de Sippar est citée comme l'une des plus anciennes de la Mésopotamie dans la Liste royale sumérienne. Elle aurait été la quatrième ville a exercer la royauté, l'avant-dernière avant le Déluge. Cette dynastie ne comporte qu'un roi, Enmenduranna, qui aurait régné vingt-et-un mille ans. Comme souvent avec cette source, il s'agit probablement d'une fiction. Les niveaux anciens des deux villes ayant porté le nom de Sippar ne sont pas connus, et l'archéologie ne peut confirmer l'ancienneté de cette ville.
Le site d'Abu Habbah a livré des objets semblant attester d'une occupation dès la période d'Uruk, dans la seconde moitié du IVe millénaire av. J.-C. Mais les phases les plus anciennes du site ne sont pas connues par l'archéologie. Les textes semblent indique que Sippar devient une ville importante dans le courant du IIIe millénaire av. J.-C.
C'est au début du IIe millénaire av. J.-C. que la ville devient l'une des plus importantes de la Mésopotamie méridionale. C'est alors que se développe la cité jumelle portant également le nom de Sippar, sur le site de Tell ed-Der. Les deux villes sont distinguées de plusieurs manières : Abu Habbah est appelée tantôt Sippar de Shamash, d'autres fois Sippar des Yahrurum (une tribu amorrite), Sippar de la steppe ; ed-Der est appelée Sippar d'Annunitum, Sippar des Amnanum (une autre tribu), Sippar de la muraille. Les villes ont connu une période d'indépendance après la chute de la troisième dynastie d'Ur, car une série de rois semblant régner autour de 1900 av. J.-C. est connue par quelques textes, qui ne permettent pas de clarifier leur ordre de succession : Altinu'u, Immerum, Buntahtun-ila, et Sîn-bani. Mais Sippar passe ensuite sous la domination du royaume voisin de Babylone, sans doute sous le règne de Sumu-la-El (1881 à 1845 av. J.-C.), pour ne plus jamais la quitter. Les souverains de Babylone ont été particulièrement actif dans cette grande ville proche de leur capitale, dont ils restaurent à plusieurs reprises les édifices principaux. Hammurabi dispose par ailleurs d'un palais à Sippar d'Annunitum où il réside à plusieurs reprises.
Sippar reste florissante lors de la période suivante de l'histoire babylonienne, sous les Kassites qui entretiennent à leur tour le sanctuaire de Shamash. Après la chute de cette dynastie la Babylonie connaît une période très troublée, avec notamment les incursions de tribus araméennes et chaldéennes, qui affectent particulièrement Sippar et son temple principal. Cette situation critique est connue par un document exceptionnel, la « Tablette du Dieu-Soleil », une inscription du roi Nabu-apla-iddina (888 à 855 av. J.-C.) qui rétablit le culte du temple de Shamash, en lui procurant une nouvelle statue de culte et en offrant des exemptions au sanctuaire, après une longue période d'arrêt du culte.
La prospérité de la ville sous l'empire néo-babylonien (626-539 av. J.-C.) et au début de l'époque des Perses Achéménides (539-480 av. J.-C.) est connue par les abondantes archives du temple de Shamash, qui documentent notamment sa vie économique. L'autre Sippar semble en revanche avoir perdu en importance, bien que le temple d'Annunitu soit encore restauré par Nabonide (555-539 av. J.-C.) et qu'elle soit encore occupée à l'époque perse. Une troisième Sippar apparaît dans quelques textes d'époque récente, Sippar-Aruru, qui semble localisée au nord-est des deux autres Sippar, près d'Opis ; il semble en fait que ce soit un autre nom de la ville appelée Dur-Sharruku/Dur-Sharrukin (à ne pas confondre avec la ville assyrienne de même nom) qui apparaît plus souvent dans les textes, depuis la fin du IIe millénaire av. J.-C. jusqu'au VIe siècle av. J.-C..

## Fouilles
Le site d'Abu Habbah a fait l'objet d'un premier repérage et de plans par W. B. Selby et J. B. Bewsher vers 1860. 
Les fouilles y ont débuté en 1881 sous la direction d'Hormuzd Rassam, qui explora l'espace de dix-huit mois le secteur du temple de Shamash et en dressa les premiers plan, et en rapporta près de soixante mille tablettes et fragments de tablettes, dont beaucoup sont issus de fouilles clandestines. 
En 1894, le site fut fouillé brièvement par le père Jean-Vincent Scheil, qui s'intéressa notamment au secteur des résidences des prêtresse de Shamash. Il fut à nouveau fouillé en 1927 par les Allemands Walter Andrae et Julius Jordan. 
Il fut ensuite exploré par des archéologues irakiens, dans les années 1940 puis à partir de 1978 et jusqu'à la première guerre d'Iraq, sous la direction de Walid al-Jadir, dans les secteurs résidentiels et sacrés (mise au jour d'une bibliothèque en 1985).

## Organisation du site

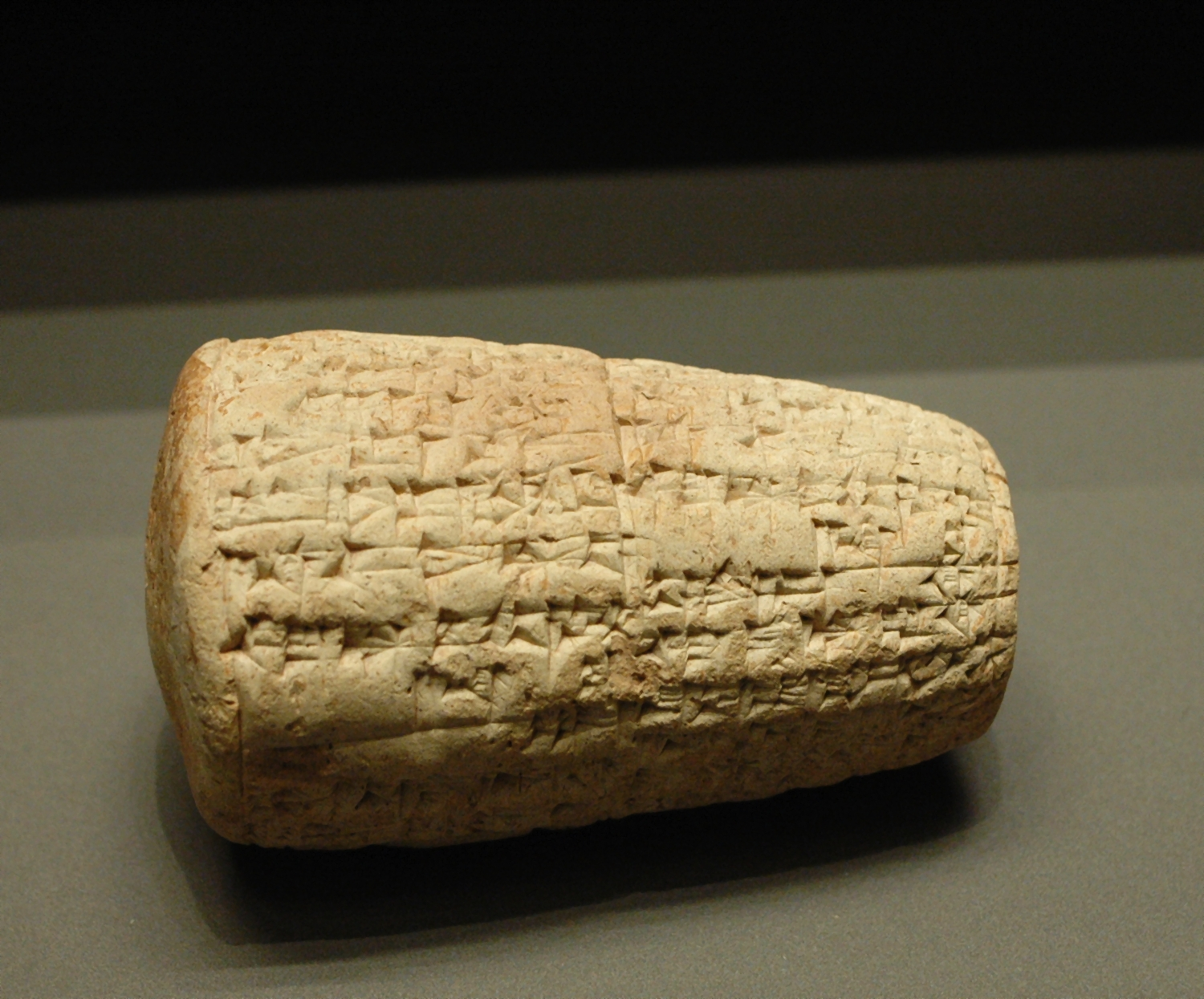
Cône commémorant l'érection des murailles de Sippar par Hammurabi, première moitié du XVIIIe siècle av. J.-C., musée du Louvre

Abu Habbah est un site d'environ 100 hectares, de forme grossièrement rectangulaire, avec pour dimensions environ 1 300 mètres sur 800. Ses limites sur trois côtés sont marquées par des levées de terre d'environ 7 mètres de large, qui ont sans doute servi de digues et ont apparemment recouvert la muraille de la ville, connue notamment parce qu'elles ont été construites (ou restaurées) par Hammurabi. Le site était bordé par un canal joignant le Tigre à l'Euphrate, qui reliait la ville à l'autre Sippar. Il était constitué de deux tells principaux, celui du sud-ouest comprenant le sanctuaire de Shamash, et celui du nord-ouest comprenant des quartiers résidentiels.

## L'Ebabbar, temple du Dieu-Soleil

### Les édifices
Le cœur de la ville était le temple du dieu-Soleil Shamash, l'Ebabbar, « Demeure Brillante » en sumérien. C'est un édifice ancien, déjà l'un des sanctuaires majeurs de la Mésopotamie dans la seconde moitié du IIIe millénaire av. J.-C., en particulier sous les rois d'Akkad (XXIIIe siècle av. J.-C.). Il fut par la suite restauré régulièrement par les rois babyloniens. Son état tel qu'il a été dégagé lors des fouilles est celui de la période néo-babylonienne (VIe siècle av. J.-C.), étant rénové par les rois Nabopolassar et Nabonide. Il semble avoir cessé d'être en activité au début du Ve siècle av. J.-C., sous les premiers rois Perses achéménides.
Le sanctuaire reprenait alors les éléments caractéristiques des grands temples babyloniens récents. Il était entouré par une enceinte délimitant l'espace sacré (320 × 240 m), et organisé autour d'une grande cour bordée de pièces ayant une fonction administrative. À l'ouest se trouvait le lieu de culte de Shamash, constitué d'un vestibule et d'une cella où se trouvait la statue du dieu. Il était encadré par deux autres lieux de culte, celui de sa parèdre Aya, et celui de son vizir Bunene. Dans une cour située derrière ces temples avait été érigée une ziggourat, de base 37 × 30 mètres, dont les ruines s'élèvent encore à une quinzaine de mètres de hauteur. Son nom cérémoniel était é-kun-an-ku-ga, « Demeure, Seuil du Ciel Pur ».

### Les archives
D'importants lots de tablettes ont été dégagés dans le quartier sacré, par des fouilleurs clandestins. Une fois remis vaguement en ordre (l'ampleur de la documentation ne facilitant pas les choses), on a pu repérer plusieurs lots d'archives : celles d'un « cloître » de l'époque paléo-babylonienne (XIXe – XVIIe siècles av. J.-C.) habité par des religieuses consacrées à Shamash, les archives du temple de l'époque néo-babylonienne (VIe siècle av. J.-C.).

#### Période paléo-babylonienne
Les archives concernent essentiellement la vie administrative et économique du temple. À l'époque paléo-babylonienne, son secteur administratif était dirigé par un personnage appelé šangum, qui était assisté par un intendant (šatammum) et ses deux assistants (šapirum). Le personnel religieux comprenait des « purificateurs » (pašīšum et gudapsûm), plutôt chargés des rites sacrificiels, des chantres (nārum), ainsi que de nombreux prébendiers se partageant à tout de rôle des charges cultuelles. Les devins haruspices (bārûm) attestés dans la documentation de l'époque ne sont pas rattachés au sanctuaire. La catégorie de clergé (au sens large) la mieux connue est celle des prêtresses appelées nāditum, grâce aux importantes archives qu'elles ont laissé. Souvent issues de familles de notables, elles avaient été vouées au dieu Shamash dès leur adolescence, ne devaient pas enfanter et étaient astreintes au célibat. Elles habitaient dans un secteur appelé gāgum, souvent traduit par « cloître », même si elles n'y étaient pas cloîtrées puisqu'elles pouvaient aller et venir librement. Elles y disposaient de résidences, de bâtiments administratifs, de magasins, d'ateliers. Leur rôle économique semble avoir été important, alors qu'elles n'avaient apparemment pas de fonctions cultuelles, puisque leur lien avec le culte semble surtout avoir été de faire des offrandes. Ces religieuses avaient été richement dotées par leur famille, et pouvaient disposer librement de ces biens pour mener leurs affaires de propriétaires terriennes, ou bien de prêteuses et d'investisseur dans le commerce. Elles disposaient donc d'une liberté économique inhabituelle pour des femmes à cette période. De fait, on connaît plusieurs litiges relatifs à leur héritage, qui était très convoité, et devait en principe revenir à leur famille.

#### Période néo-babylonienne

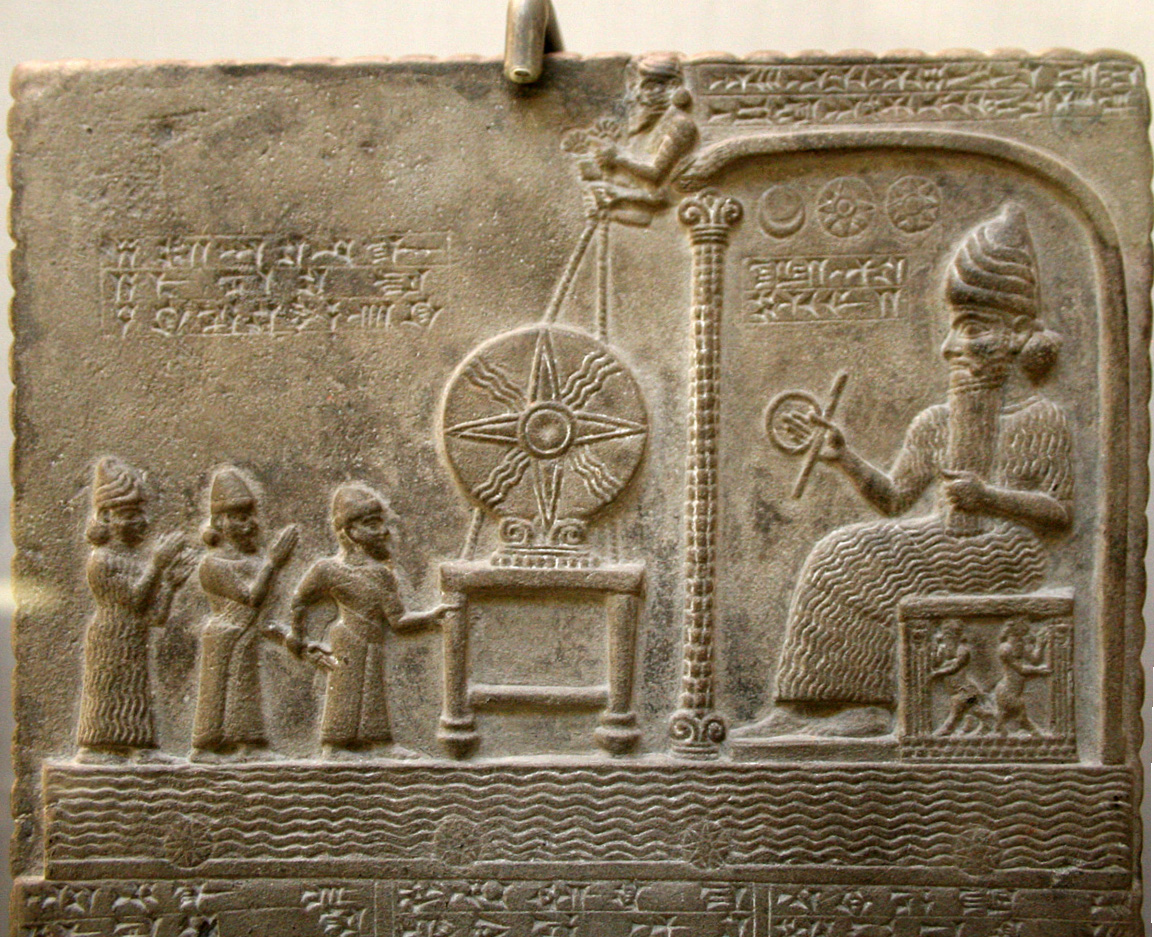
« Tablette du Dieu-Soleil », exhumée à Sippar, représentant le dieu assis sur son trône (à droite) face au roi babylonien Nabû-apla-iddina (888-855 av. J.-C.) introduit par un prêtre et une divinité protectrice ; entre les deux, le disque solaire symbolisant le dieu. British Museum.

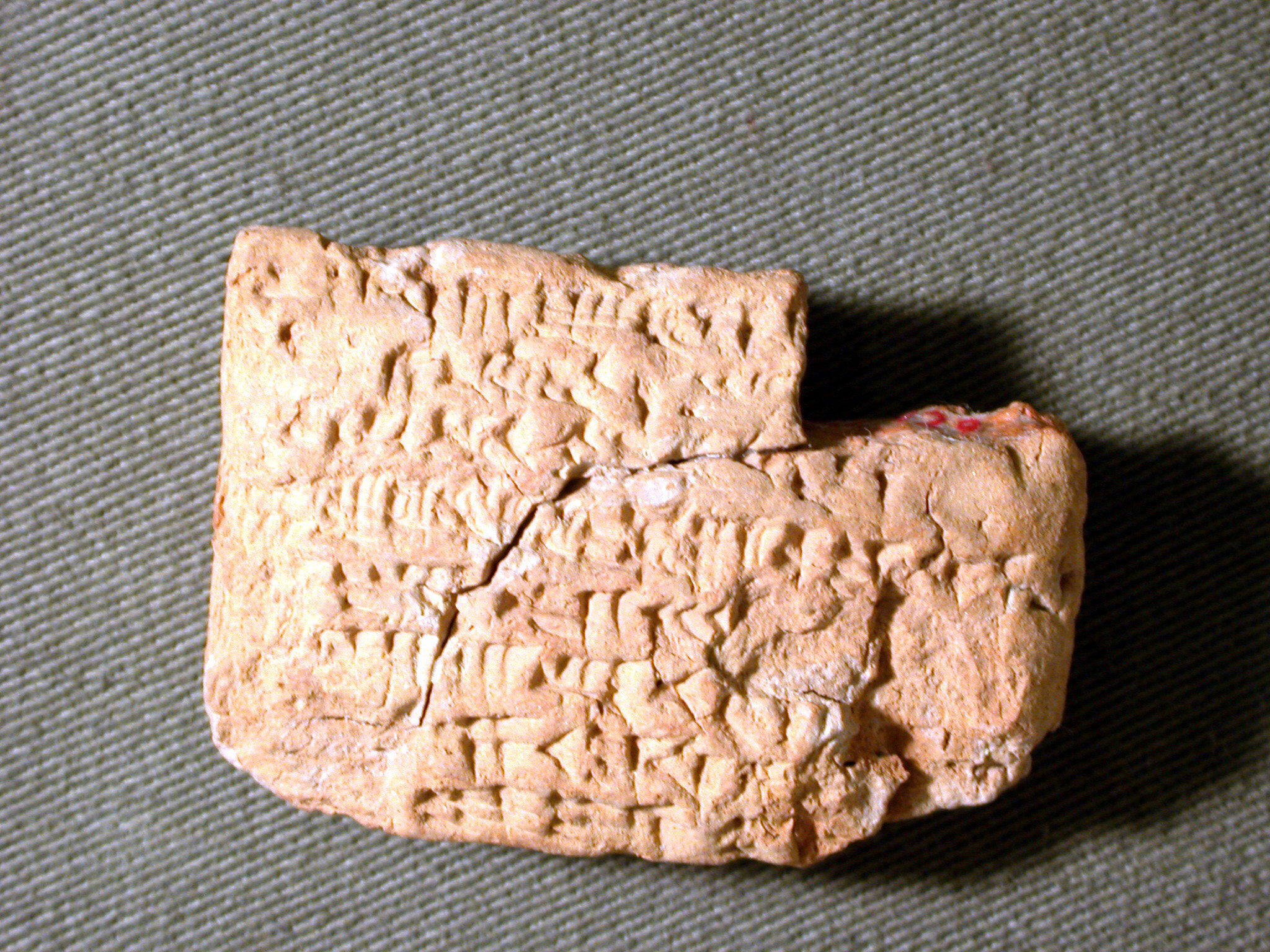
Tablette provenant des archives administratives de l'Ebabbar de Sippar, enregistrant des paiements en argent, durant le règne de Nabuchodonosor II (605–562 av. J.-C.). Metropolitan Museum of Art.

Les archives de l'époque néo-babylonienne concernent plus le domaine du temple. La provenance exacte des tablettes sur le site n'a pas été systématiquement répertoriée à l'époque de leur dégagement, mais une bonne moitié provient d'une seule pièce localisée dans les bâtiments de la partie sud du sanctuaire. Environ 32 000 tablettes de cette époque ont été cataloguées au British Museum, datées de la période 625-486 av. J.-C., donc l'époque néo-babylonienne et le début de l'époque achéménide. Il s'agit pour l'essentiel de documents administratifs routiniers, à savoir des reçus, comptes, listes, mais on trouve aussi des contrats de prêt, de vente, aussi des lettres et textes scolaires. Une partie des tablettes est de nature privée.
Les textes fournissent des informations sur l'organisation du sanctuaire. Il est alors dirigé par un grand prêtre portant le titre de « Grand frère » (ahu rabū) qui préside le collège (kiništu) des prêtres, le personnel cultuel comprend aussi des exorcistes (āšipu), des chantres (nāru), des bateliers (malāhu, pour les processions), et les divers métiers alimentaires impliqués dans les sacrifices. Le secteur administratif est placé sous la supervision du šangu et d'un assistant appelé qīpu. Il dispose d'environ 7 000 hectares de terres. Les terres à céréales étaient exploitées par un grand nombre de dépendants, les « cultivateurs » (ikkaru), regroupés en équipes chargées de l'exploitation d'une partie du domaine et devant reverser une part de la récolte au temple. Les palmeraies étaient exploitées ou bien par des salariés, ou bien par des prébendiers qui devaient reverser une part de la récolte affectée au culte. Le temple disposait également d'ateliers où travaillaient des artisans spécialisés, devant réaliser les objets destinés au culte.
La bibliothèque d'époque néo-babylonienne est un autre lot de tablette de première importance de cette époque. Elle a été mise au jour lors des fouilles irakiennes des années 1980, dans un angle de la grande cour, dans le secteur nord-ouest du sanctuaire qui semble avoir été destiné à la déesse Aya. Il s'agit d'une chambre de 4,40 × 2,70 mètres dont trois des murs disposaient d'étagères en argile et plâtre comprenant 56 casiers où étaient rangées les tablettes, à la verticale. Une salle plus vaste située avant pourrait avoir servi de lieu d'étude ou de copie. On y a retrouvé de nombreuses tablettes, les plus anciennes datées du XIe siècle av. J.-C., la plupart du VIe siècle av. J.-C., fournissant un échantillon représentatif de la culture des lettrés des temples néo-babyloniens : listes lexicales, textes cultuels (hymnes, prières, rituels), astronomiques/astrologiques, mathématiques, copies de vieilles inscriptions royales, et des mythes (Lugal-e, Atrahasis, Enuma Elish).

## Les résidences
Plusieurs résidences ont été mises au jour lors des fouilles irakiennes d'Abu Habbah, datant de l'époque paléo-babylonienne.
Un premier ensemble a été dégagé au chantier U 106, au nord-ouest. Il s'agit de grandes maisons, souvent organisées autour de cour centrales, desservies par des ruelles et une artère principale, suivant une disposition bien connue pour l'urbanisme de cette période. Elles se présentent sur plusieurs niveaux datés d'entre le XIXe siècle av. J.-C. et le XVIIe siècle av. J.-C., sur la foi des tablettes qui y ont été retrouvées, s'étalant des règnes des rois de Sippar jusqu'à celui du babylonien Samsu-iluna.
L'autre secteur résidentiel fouillé, V 108, situé à l'ouest de la ziggurat, présente une disposition plus originale. Il est organisé autour de ruelles étroites disposées de façon parallèle, isolant des sortes d’insulae comprenant de petites unités juxtaposées comprenant une ou deux pièces. Il s'agissait sans doute de logements destinés aux desservants du temple (le « cloître » des nāditum ?).